# The Little Tease
The Little Tease er en amerikansk stumfilm fra 1913 af D. W. Griffith.

## Medvirkende
- Mae Marsh
- W. Chrystie Miller
- Kate Bruce
- Robert Harron som Jim
- Henry B. Walthall